# Pietroso
Pietroso (in corso U Petrosu) è un comune francese di 248 abitanti situato nel dipartimento dell'Alta Corsica nella regione della Corsica.

## Società

### Evoluzione demografica
Abitanti censiti